# Rudolf Theimer
Rudolf Theimer (* 26. Dezember 1913 in Marienberg; † 14. November 1978 in Öhringen) war ein deutscher SS-Oberscharführer, Angehöriger des Sonderkommandos 1005 und verurteilter Kriegsverbrecher.

## Leben
Theimer war Sohn eines Elektrikers. Er besuchte die Volks- und Mittelschule und absolvierte eine kaufmännische Ausbildung. Anschließend arbeitete er als Verkäufer in einem Textilgeschäft.
Bis August 1939 diente er als Grenzpolizist bei der Staatspolizeidienststelle in Troppau. Im August 1939 kam er über Troppau nach Wien, wo er einem Einsatzkommando für den Einsatz in Polen zugeteilt wurde. Danach gehörte er der Dienststelle des KdS in Lublin an, von wo aus er Anfang 1940 zum Grenzpolizeikommissariat in Chelm versetzt wurde. Zum 1. Januar 1941 trat er der NSDAP (Mitgliedsnummer 8.112.919) bei. Nach einem Ausbruchsversuch von Häftlingen während des Aufstandes von Sobibor am 14. Oktober 1943 stellte das Grenzkommissariat Chelm ein Einsatzkommando zusammen. Dieses Kommando kam am 15. und 16. Oktober 1943 in das Vernichtungslager Sobibor und erschoss hunderte Häftlinge. Im November 1943 wurde Theimer einem Teilkommando des Sonderkommandos 1005 in Chelm zugeteilt, das die Massengräber im nahe gelegenen Wald Borek beseitigte. Im Januar 1944 erschoss Theimer einen alten Mann und eine Frau. Als in der Nacht von 23. auf den 24. Februar 1944 schätzungsweise 33 jüdischen Häftlingen des Kommandos aus ihrem Erdbunker die Flucht gelang, wurde daraufhin mindestens 24 Häftlinge von Theimer und seinen Kollegen erschossen. Im Zusammenhang mit dem slowakischen Volksaufstand kam Theimer in 1944 mit dem Kommando z.b.V. 27 in die Ostslowakei. Dieses Kommandos ermordete mindestens 158 Menschen und über 110 wurden nach Auschwitz und von dort nach Ravensbrück überstellt.
Bei Kriegsende kam Theimer in sowjetische Gefangenschaft, aus der er im September 1945 entlassen wurde. Er begab sich nach Wien und nahm Gelegenheitsarbeiten bei der amerikanischen und sowjetischen Besatzungsmacht an. Im Jahre 1946 zog er nach Öhringen. Dort erhielt er eine Anstellung als Kaufmann bei der Obst- und Gemüseverwertung Hohenlohe-Franken. Später stieg er zum Versandleiter und Leiter der Produktionsüberwachung auf. Im Jahre 1954 heiratete er. Am 2. November 1960 wurde er aufgrund von Ermittlungen der Staatsanwaltschaft Bielefeld zu den Vorgängen in Cholm festgenommen. Das Landgericht Heilbronn verurteilte ihn am 14. Mai 1963 wegen Beihilfe zum Mord zu vier Jahren Zuchthaus. Nach seiner bedingten Entlassung aus der Haft am 1. September 1965 arbeitete er wieder als Versandleiter bei seiner alten Firma.